# Benzina
Benzina byla původně česká distribuční síť pohonných hmot a motorových olejů a provozující čerpací stanice. Značka vznikla v roce 1953. V roce 1958 byla zaevidována jako oficiální značka Sdružení československých rafinerií. Po rozpadu tohoto koncernu vznikla samostatná státní společnost Benzina, která byla později privatizována. Od roku 1995 je součástí holdingové struktury Unipetrol. V roce 2002 se Unipetrol stal jediným akcionářem Benziny. V roce 2016 byly společnosti Unipetrol RPA a Benzina sloučeny. Benzina se tak stala odštěpným závodem společnosti Unipetrol RPA.
V lednu 2021 došlo k přejmenování na Benzina ORLEN, ale již následující rok byl nově používán název ORLEN Benzina.[zdroj?] Na konci roku 2023 celá síť definitivně přestala používat v názvu slovo Benzina a nadále již používá pouze název ORLEN.
Na konci roku 2023 měla v Česku 434 čerpacích stanic. Dle počtu čerpacích stanic, ale i dle objemu prodaných pohonných hmot a je tak největší sítí v České republice s podílem 25,7%.

## Historie

### BZ
Počátek firmy Benzina sahá do roku 1920, kdy byla Rudolfem a Oldřichem Zikmundovými založena v Praze firma BZ (Bratři Zikmundové). Ta začala podnikat v prodeji paliva a roku 1923 otevřela první veřejnou čerpací stanici v Československu, na pražském Náměstí Republiky. Roku 1927 si firma nechala obchodně zaregistrovat značku motorového oleje Mogul. Do roku 1938 vybudovala v zemi celkem 1 093 čerpacích stanic, včetně řady zdařile architektonicky řešených, např. dle plánů architekta Ladislava Machoně.
Zkratka firmy BZ, kterou byly čerpací stanice označeny, výrazně napomohla k ustálení pojmu pro tehdy nový typ stavby benzinové pumpy, benzina.

### Benzinol
Původní soukromé sítě distribuující motorové oleje a pohonné hmoty, existující před rokem 1945 v Československu, byly po druhé světové válce znárodněny a sloučeny do jedné, státem centrálně řízené obchodní sítě. Tato znárodněná síť čerpacích stanic používala od roku 1949 označení Benzinol. Název byl zřejmě odvozen ze slov BENZIN a OLej. Ve znaku společnosti byl už tehdy okřídlený kůň.

### Značka podniku CHEMA
Rozhodnutím Ministerstva chemického průmyslu z roku 1952 Benzinol k 1. lednu 1953 zanikl a nahradil jej podnik Chema. Vznikla značka Benzina, která převzala původní logo Benzinolu.
V rámci federalizace Československa došlo v roce 1969 k rozdělení tuzemské distribuční sítě s pohonnými hmotami. Zatímco v Čechách a na Moravě si státní podnik podržel stávající označení Benzina, na Slovensku tehdy byla po 16 letech obnovena značka Benzinol.

### Transformace
Společnost Benzina, která v rámci privatizace přešla do soukromých rukou, je jedna z největších českých společností podnikajících v oblasti výroby a zpracování pohonných hmot. Do obchodního rejstříku byla zapsána 1. ledna 1994 jako akciová společnost. O rok později byla začleněna do holdingové struktury Unipetrolu. Ke změně právní formy na společnost s ručením omezeným došlo 1. května 2007.

## Zánik společnosti a značky
V rámci restrukturalizace skupiny Unipetrol byly v roce 2016 společnosti Unipetrol RPA a Benzina sloučeny pod názvem Unipetrol RPA. Společnost Benzina tak začala fungovat jako odštěpný závod. Na konci března 2018 vzrostl počet čerpacích stanic Benzina na 406. Tržní podíl Benziny vzrostl na 22,2 %. Šlo o nejrozsáhlejší síť čerpacích stanic v Česku. Od roku 2007 byla Benzina generálním partnerem hokejového klubu HC Litvínov. Od roku 2009 nesl klub název HC Benzina Litvínov a od roku 2011 nese název HC Verva Litvínov.
Během roku 2023 došlo k přejmenování velké většiny čerpacích stanic v ČR na ORLEN a změně loga z červeného koníka na orlici. Transformace značky má být dokončena do roku 2025.

## Loga

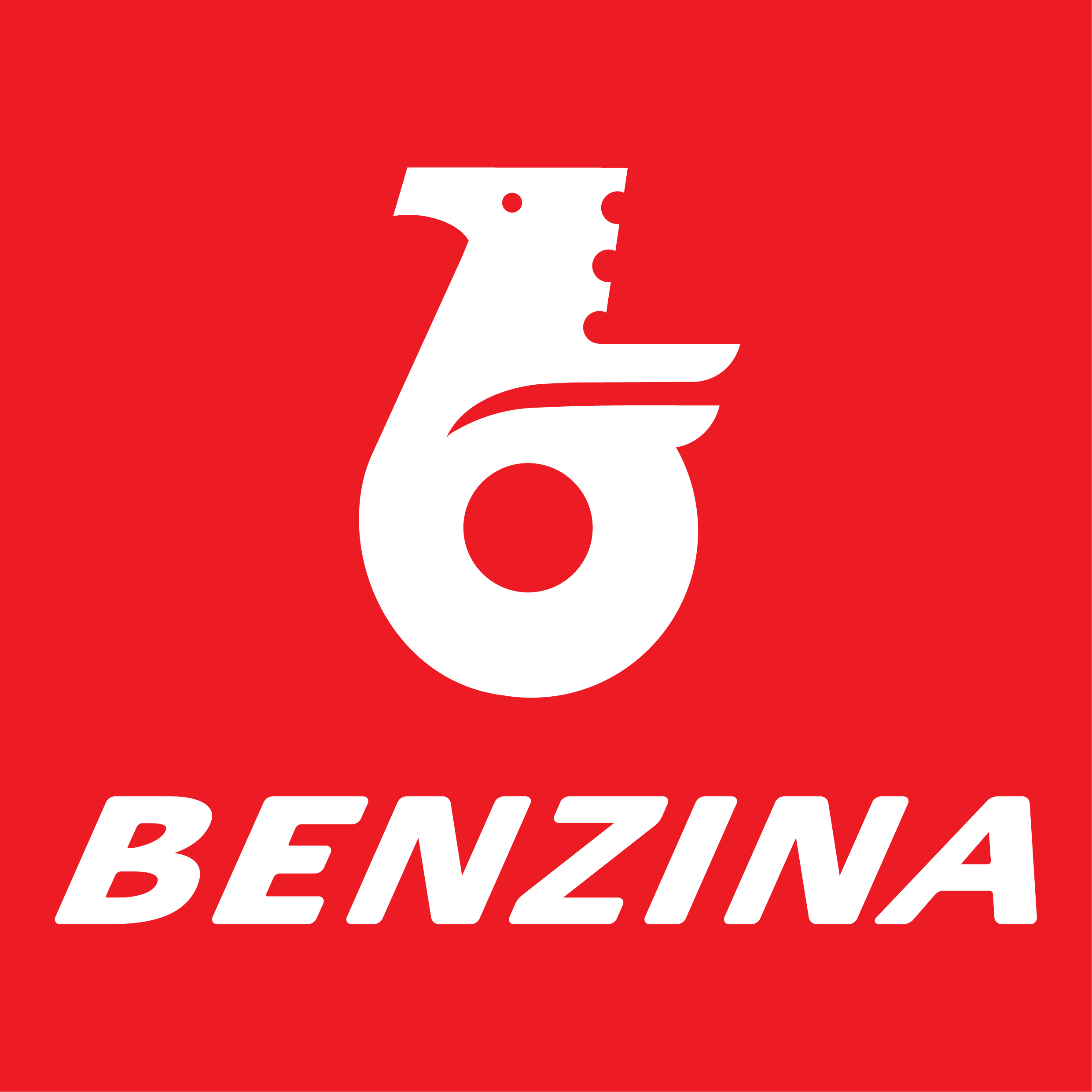
Logo společnosti Benzina používané od roku 2006
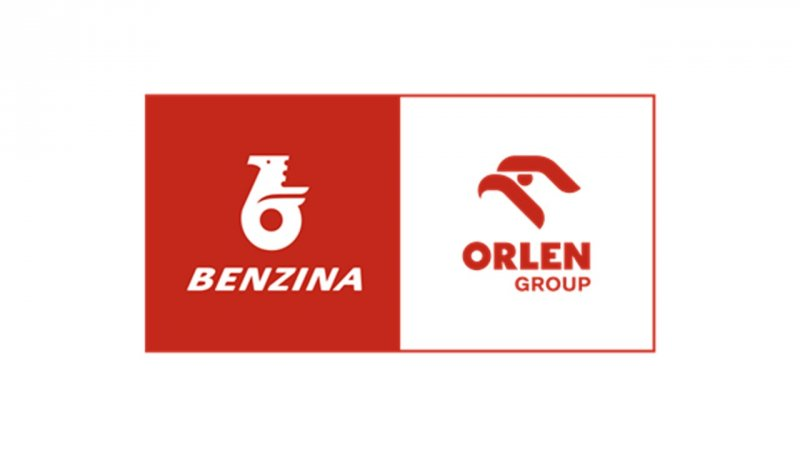
Logo používané od roku 2021